# José Anastácio da Cunha
José Anastácio da Cunha (Lisboa, 11 de maio de 1744 – Lisboa, 1 de janeiro de 1787) foi um militar, cientista, matemático, poeta, tradutor e professor de matemática e geometria. Nomeado Tenente do Regimento de Artilharia do Porto e aquartelado na Praça de Valença do Minho. As suas obras científicas e poéticas ficaram caracterizadas pela presença de ideais como a tolerância, o deísmo e o racionalismo, devido ao contacto com oficiais protestantes ingleses.
O matemático foi nomeado pelo Marquês de Pombal, lente de Faculdade de Mathematica na Universidade de Coimbra quando ocorreu a Reforma Pombalina nesta mesma Universidade.
Condenado pela Inquisição à pena de reclusão pelo crime de heresia, a importância deste cientista português do século XVIII só viria a ser reconhecida em fins do século XX, pela sua contribuição para a reforma do cálculo infinitesimal, assim como pelo seu valor literário.

## Biografia
A 11 de maio de 1744, em Lisboa, nasceu José Anastácio da Cunha, provavelmente na Rua dos Ferreiros, sendo batizado com 11 dias, a 22 do mesmo mês. Proveniente de uma família humilde, filho de Lourenço da Cunha, pintor e cenarista (passou algum tempo em Roma a melhorar a sua técnica) e de Jacinta Inês que foi criada e recebeu educação elementar. Foi um jovem tímido, emocionalmente arrebatado e considerado um autodidacta.
Estudou em Lisboa no Convento de Nossa Senhora das Necessidades que pertencia à Congregação do Oratório onde aprendeu Gramática, Retórica e Lógica até aos 19 anos. O gosto pela Física e pela Matemática surgiu por influência do seu pai «Lourenço Cunha foi mestre de Matemática do seu filho» segundo Cyrillo Volkmar Machado.
Em 1764, ainda com 20 anos, foi designado Tenente do Regimento de Artilharia do Porto e aquartelado na Praça de Valença do Minho. Dedicou-se às suas obrigações militares, aos estudos matemáticos, à história, às línguas e às belas-artes.
Devido ao contacto com oficiais protestantes ingleses, Anastácio da Cunha identificou-se com ideais como a tolerância, o deísmo e o racionalismo que viriam a ser os princípios base das suas obras científicas e poéticas. Além disso, passou a contactar com a língua inglesa, tendo sido importante para a tradução para português de obras de autores como Voltaire, Pope, Horácio, Rousseau, Holbach e Helvétius (literatura proibida nesta época pela Inquisição) a pedido do Brigadeiro James Ferrier. O poeta era já fluente em línguas como o francês, o latim, o grego e o italiano, que o auxiliou nestas traduções. Julga-se que foi neste período que aderiu à maçonaria. Em 1768, Marquês de Pombal criou a Real Mesa Censória que ficou encarregue de catalogar os livros proibidos.
Aos 25 anos (1769), realizou a Carta Fisico-Mathematica sobre a Theoria da Polvora requisitada pelo Major Simon Frazer que consistia na indicação do melhor comprimento das peças em particular, onde detectava erros e pequenas falhas presentes em trabalhos sobre artilharia.
Já em 1773, com 29 anos, foi escolhido para o cargo de lente de Faculdade de Mathematica pelo Marquês de Pombal por Provisão de 5 de Outubro de 1773 na sequência da Reforma da Universidade de Coimbra. O tempo ligado ao ensino foi bastante atribulado, uma vez que sempre existiu um sentimento de superioridade perante os seus outros colegas como Ciera, Franzini e Monteiro da Rocha em relação ao seu método de ensino; às teorias livres e ao anticatolicismo.
Após a morte do rei D. José I, em 1777, sobe ao trono D. Maria I de Portugal, dando origem ao período - a Viradeira - que resultou na denúncia à Inquisição de José Anastácio da Cunha a 1 de julho de 1778. Este foi acusado de se relacionar com protestantes ingleses em Valença do Minho, de ler autores considerados perigosos tais como: Rousseau, Voltaire, Hobbes que defendiam ideais iluministas e de influenciar as gerações mais novas através da sua eloquência.

### Relacionamento
Em 1722, José Anastácio apaixonou-se por Margarida Lopes, uma mulher com poucas letras e pouco conhecimento de Vila da Barca, quando este era militar. Possivelmente, Anastácio terá ensinado a sua amada a escrever. O relacionamento causou alvoroço na época, já que foram viver juntos sem estarem casados. Esta relação foi interrompida quando o militar foi nomeado lente da Faculdade de Mathematica.

### Inquisição

#### Antes do processo
Um estudante do 1º ano do curso jurídico, Joaquim Vicente Pereira de Araújo (natural de Valença do Minho) descobriu que Luís José Pereira Freire de Andrade, aluno do 4º ano de Cânones, iria denunciar à Inquisição Pereira de Araújo e seus amigos, que inclui Anastácio da Cunha.
A 29 de abril de 1777 a denúncia é apresentada e vista na Inquisição de Coimbra a 7 de maio do mesmo ano.

#### Durante o processo
José Anastácio da Cunha fez uma confissão de modo a não comprometer ninguém que pudesse ser preso de forma a demonstrar que estava arrependido. Apesar da confissão, o poeta acabou por sofrer uma pena pesada. Portanto, o professor foi condenado à reclusão durante três anos na Casa das Necessidades da Congregação do Oratório, ao degredo por quatro anos na cidade de Évora, afastado dos seus cargos na Universidade, confiscaram os seus títulos e bens e foi proibido de regressar a Coimbra e a Valença.

#### Depois do processo
Independentemente de ter a companhia dos seus amigos, de usufruir da biblioteca na qual aprofundou e desenvolveu os seus conhecimentos matemáticos e ter aproveitado para rever e editar os textos que iriam fazer parte da obra - os Principios Mathematicos, os três anos na Congregação do Oratório foram muito duros.
No final do ano de 1780, após um ano de reclusão, solicitou o perdão à Inquisição tendo sido aceite. Embora estivesse em liberdade passou por dificuldades financeiras, perdeu prestígio na sociedade lisboeta, incluindo nos salões frequentados pelas damas da corte. O que lhe valeu foi o auxílio de Diogo Inácio de Pina Manique (1733 - 1805) que, em 1781, decidiu por em funcionamento no Castelo de S. Jorge a Casa Pia, talhada a abrigar mendigos e órfãos. O professor foi aí nomeado Regente de Estudos e Substítuto do curso de matemática (professor de matemática).

## Obras científicas

### Principios mathematicos para instrucção dos alunos do Colégio de S. Lucas da Real Casa Pia do Castello de S. Jorge(1790)
A obra ficou conhecida como um livro didático especializado para o ensino os alunos do Colégio de S. Lucas da Real Casa Pia do Castelo S. Jorge. Esta foi terminada em 1786 e apenas publicada, em Lisboa, em 1790.
Considerada a sua obra mais importante por ter reformulado a Geometria de Euclides, já que foi dos pioneiros a reparar que o axioma de Euclides (acerca da igualdade de todos os ângulos rectos), não é autónomo a outros axiomas.
A análise deste livro mostra que o autor, em apenas trezentas páginas, refere das primeiras noções de aritmética e de geometria, e da teoria das equações, à análise algébrica, à trigonometria plana e esférica, à geometria analítica e ao cálculo diferencial e integral. Aí, Anastácio da Cunha propõe uma nova teoria da função exponencial que antecipa algumas ideias modernas sobre funções analíticas: a função {\displaystyle a^{x}} é definida como a soma de uma série de potências convergente. Carl Friedrich Gauss, que leu uma tradução francesa desta obra publicada em Bordéus, emitiu uma opinião muito favorável relativamente às definições de função exponencial e de logaritmo aí dadas.

### Carta Fisico-Mathematica sobre a Theoria da Polvora em geral e a determinação do melhor comprimento das peças em particular (1838)
Elaborada em 1769 e publicada, no Porto, em 1838.

### Ensaio sobre os Principios de Mechanica (1807)
O ensaio terá sido publicado por Domingos de Sousa Coutinho, em Londres, em 1807. Por não existir cópias, elaborou-se apenas uma versão na revista O Instituto de Coimbra em 1856.

### Ensaio sobre as minas (1994)
O ensaio teve como principal objetivo a instrução de oficias do Regimento de Artilharia do Porto na Praça Valença do Minho. Fora publicado em 1994 e descoberto em 2005 no Arquivo Distrital de Braga.

## Pensamento Crítico e Poética
A sua obra literária pré-romântica foi inspirada na literatura inglesa para além de Anacreonte, Horácio e Pope. Anastácio da Cunha ainda traduziu Shakespeare e Otway.
O poeta desempenhou um papel crucial na história da poesia portuguesa, uma vez que estabeleceu uma nova interpretação do amor. «Havia ainda o Amor, é certo. Um Amor pleno, – de que afinal é sinónimo – , o Amor tem por templo o mundo e por altar uma cabana. Confunde-se com a própria Natureza». O seu carácter inovador arruinou todas as convenções do amor cortês na qual descrevia uma relação carnal entre o homem e a mulher opondo-se, assim, à sociedade que contrariava esta situação. Adicionalmente, aboliu o principio da individualização do amor que estava intimamente ligado à parte negativa, isto é ao gosto pela separação, pela doença, pela morte e pela melancolia, assim como à união de corpos e à fusão completa das almas. Para o autor o Amor é guerra e ele é o soldado que está pronto a morrer, ainda que esta escolha o afaste da sua amada.
O seu estilo literário caracterizava-se por uma sensibilidade funcional liberta de um convencionalismo ético, demarcado por um estilo ofegante, incerto, teatral, recorrendo a exclamações e a interrogações.
Anastácio da Cunha canta o amor como poucos poetas da sua época o fizeram. A maior parte dos seus versos não têm rima, bem como as suas odes que são irregulares nas estrofes e as suas composições são demasiado livres de pontuação.
Seguidamente, foi criticado pela falta de nervo artístico, pela insegurança da sua estilística bem como pelo seu amadorismo encontrados nas cacofonias, nos hiatos e nas precipitações de expressão.
Como poeta e homem da cultura despertou interesse de alguns nomes da intelectualidade portuguesa como, por exemplo, Aquilino Ribeiro que lhe dedicou uma biografia.
Como poeta não publicou nada em vida (apenas as traduções). Temos, assim obras póstumas do autor. Anastácio da Cunha, em 1774, procedeu à tradução e, mais tarde, publicou-se postumamente o Mafoma, sem declaração do autor, mas com um prefácio em que não esconde a omissão de parte do título original - O Fanatismo, ou Maomé, o Profeta. A tradução de Maomé foi realizada no contexto dos impulsos pombalinos ao teatro e ter-se-á representado num teatro em Lisboa.
Em 1822, foi publicado em nome de José Anastácio da Cunha e com a identificação de ser editado, em Paris, A Voz da Razão, texto apócrifo e impresso numa tipografia em Coimbra.
Em 1827, em Paris, foi publicado um poema Parnaso Lusitano. Porém só, em 1839, a sua obra poética terá sido investigada por Inocêncio Silva.
Em 1839, foi divulgada, também, por Inocêncio Silva, a obra poética de José Anastácio - Composições Poeticas. Este viria a ser, mais tarde, acusado de abuso da liberdade de imprensa em matéria religiosa e os livros acabariam por ser apreendidos. Na sua obra Composições Poeticas podemos encontrar uma grande variedade de poemas relacionados com o sentimento de saudade (A saudade), de ausência (A ausência), de solidão (A solidão do campo), assim como quando amor não é correspondido (Amor não correspondido) ou a espera amorosa (A espera amorosa). Na mesma obra encontramos, também a obra A Voz da Razão (contém três epístolas), as epístolas da Carta da Heloise a Abailard, assim como o Monólogo da Alzira de Voltaire.
Já, em 1930, foi publicada A obra poética do Dr. José Anastácio da Cunha com um estado sobre o anglo-germanismo nos proto-românticos portugueses por Hernâni Cidade. No mesmo ano, Hernâni Cidade decidiu editar uma reedição das obras, anteriormente, publicadas por Inocêncio Silva e de outras entretanto descobertas sob o título - A obra poética Dr. José Anastácio da Cunha: com um estudo sobre anglo-germanismo nos proto-românticos portugueses, considerada, assim, uma seguidora do Romantismo.
No Arquivo Nacional do Rio de Janeiro foi encontrado, em 1964, um ensaio do próprio autor sobre a história da cultura portuguesa que terá sido escrito, em 1780. Consiste numa análise da decadência portuguesa depois da Era dos Descobrimentos, nos séculos XV E XVI. Jacinto do Prado Coelho vê nele um «impressionante documento dum espírito europeu que vê com desassombro e sente com amargura o atraso do seu país.».
As Noticias Literárias de Portugal, obra traduzida por Joel Serrão, foi publicada em 1966.

## Obras

### Obras científicas
- Princípios Matemáticos para instrução dos alunos do Colégio de São Lucas, da Real Casa Pia do Castelo de São Jorge Lisboa, 1790
- Carta Físico-Matemática sobre a Theoria da Pólvora em geral, e a determinação do melhor comprimento das peças em particular, Typographia Commercial Portuense, 1838
- Ensaio sobre as minas, Arquivo Distrital de Braga/Universidade do Minho, 1994

### Obras poéticas
- Peça de teatro da autoria de Voltaire - Le fanatisme ou Mahomet - tradução de José Anastácio da Cunha publicada, em 1785
- A Voz da Razão, Paris, s.n., 1822 (composição apócrifa)
- Parnaso Lusitano ou Poesias selectas dos Autores Portugueses antigos e modernos, Paris J.P. Aillaud, 1827
- Composições poéticas, Lisboa, Typ. Carvalhense , 1839
- Monólogo da Alzira da autoria de Voltaire (tradução de José Anastácio da Cunha)
- Carta de Heloise a Abailard segundo Pope (tradução de José Anastácio da Cunha)
- A obra poética do Dr José Anastácio da Cunha, com um estado sobre o anglo - germanismo nos proto - românticos portugueses por Hernâni Cidade, Coimbra, Imprensa da Universidade, 1930
- Notícias Literárias de Portugal 1780 , trad., pref. e notas de Joel Serrão, Lisboa, Seara Nova, 1966

## Ligações exteriores
- José Anastácio da Cunha (1744-1787), Fernando Reis